# 米哈伊利夫卡 (貝雷濟夫卡市鎮)
47°18′16″N 30°48′12″E / 47.30444°N 30.80333°E

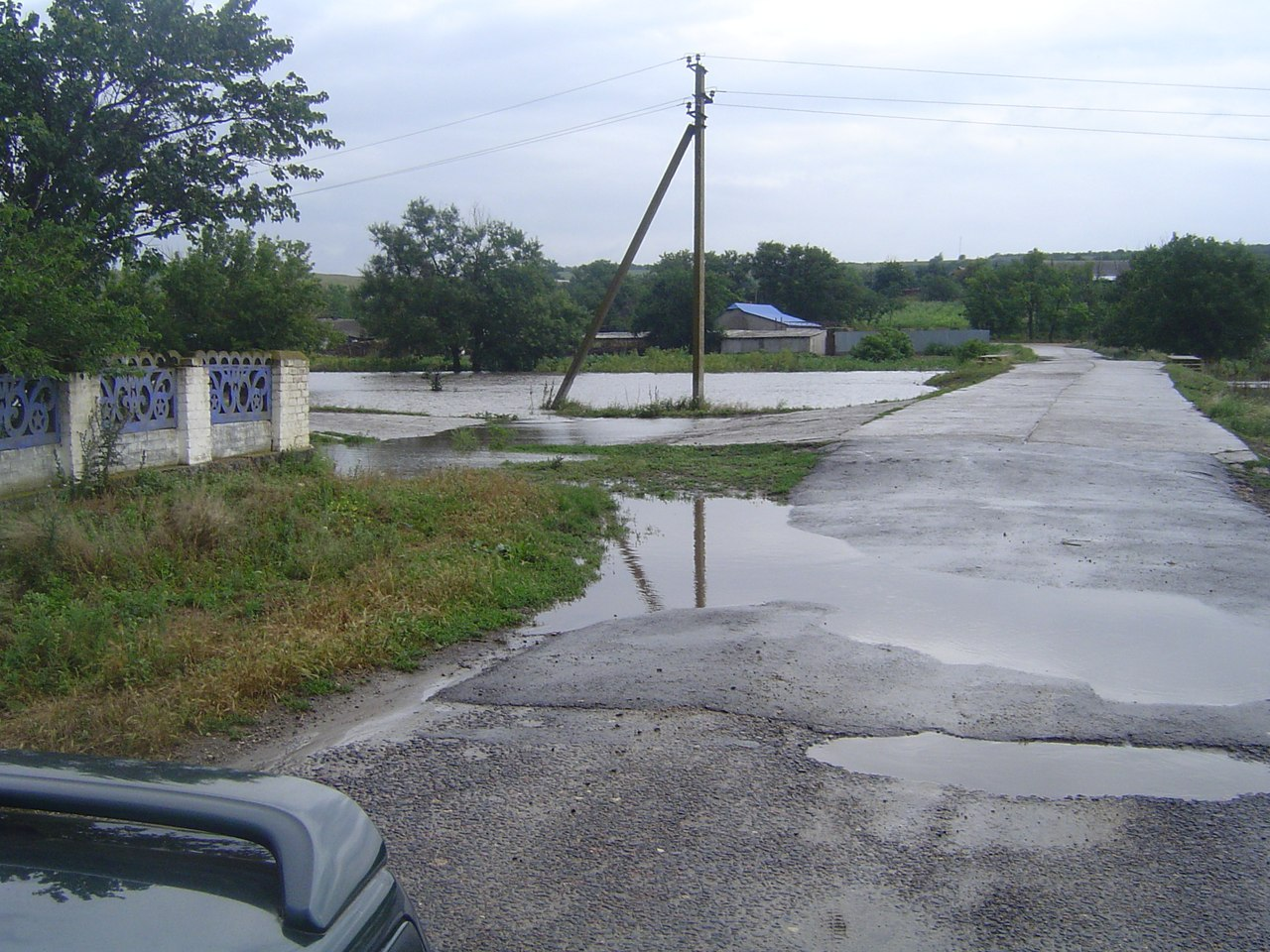

米哈伊利夫卡（烏克蘭語：Михайлівка）是位於烏克蘭西南部的村莊，由敖德萨州贝雷济夫卡区的貝雷濟夫卡市鎮負責管轄。該村始建於1910年，面積2.67平方公里，海拔高度39米，2001年人口475，人口密度每平方公里178.24人。